# Calque (linguistique)
Pour les articles homonymes, voir Calque.
Dans la pratique de la traduction, un calque est une traduction littérale (mot à mot), dont le résultat n’est pas toujours correct selon les normes de la variété standard de la langue cible. En linguistique comparée, en linguistique historique et en lexicologie, le calque linguistique est un procédé mixte (interne et externe) d’enrichissement d’une langue, surtout dans le domaine du lexique et de la phraséologie, et, dans une moindre mesure, dans le domaine de la structure grammaticale. On inclut dans la notion de calque l’emprunt de sens de mots étrangers et la traduction intégrale ou partielle des morphèmes qui constituent certains mots ou d’autres entités linguistiques étrangères, en morphèmes correspondants de la langue réceptrice.

## Calque lexical
Le résultat du calque lexical est un mot. Il peut s’agir d’un calque sémantique ou d’un calque de structure morphématique.

### Calque sémantique
Le calque sémantique consiste en l’adoption du sens d’un mot étranger pour un mot existant déjà dans la langue réceptrice. Dans le cas de calques relativement anciens, il arrive que le mot autochtone ne conserve que le sens emprunté. Exemples :
- (en) Le sens initial du mot write était « égratigner », puis sous l’influence du mot latin scribere « tracer des lignes avec un objet pointu ; écrire », il a pris le deuxième sens de celui-ci et a perdu son premier sens[3].
- (zh) Le mot dìng signifiait initialement « fixe ; stable ». Les bouddhistes chinois ont traduit par ce mot le mot sanskrit samādhi, qui dénomme un état de méditation profonde[4].
- (ro) Le mot lume ne signifiait à l’origine que « lumière », mais a pris au mot slave svĕtŭ « lumière ; monde », le deuxième sens de celui-ci et finalement il est resté seulement avec ce sens[5].
- (hu) Le mot világ « monde » a eu la même évolution, sous l’influence du même mot slave[6].

Dans le cas des calques sémantiques relativement récents, les sens initiaux du mot récepteur se conservent. Par exemple, le mot français réaliser, dont le sens est « rendre réel, effectif », a pris aussi celui de « comprendre » (Il a réalisé la situation) par calque de l’anglais to realize. De même, le mot roumain cerc « cercle » a reçu des sens figurés du mot français, dont celui de « groupe de gens liés entre eux par des intérêts communs, par des relations de parenté ou d’amitié ».

### Calque de structure morphématique
Par ce type de calque, il résulte dans la langue réceptrice des mots composés ou dérivés, au moyen de la traduction des morphèmes qui composent des mots étrangers, ou par le fait de rendre ainsi des syntagmes étrangers.
Exemples de mots composés obtenus par calque d’après des mots composés :
- (fr) presqu’île < (la) paeninsula[9] ;
- (en) crispbread < (de) Knäckebrot « pain suédois » (litt. « pain croustillant »)[3] ;
- (zh) lán-méi < (en) blueberry « myrtille » (litt. « baie bleue ») [4] ;
- (ro) bunăstare < (de) Wohlstand « bien être » (litt. « bon état »)[5] ;
- (hr) zemljopis < (el) geographía « géographie » (litt. « description de la Terre »)[10].

Une langue dans laquelle la composition est très productive, comme le hongrois, rend par des mots composés non seulement des mots formés de la même façon dans d’autres langues (ex. anyanyelv < (de) Muttersprache « langue maternelle »), mais aussi, très souvent, les syntagmes étrangers qu’il traduit : virágvasárnap < (sr) ou (hr) Cvetna nedelja « dimanche des Rameaux ».
Les mots dérivés étrangers aussi peuvent être des modèles pour le calque lexical. Des exemples à préfixes sont (ro) coraport « rapport complémentaire fait par une autre personne » < (ru) содоклад (sodoklad), ou (hu) kiküszöböl < (la) eliminare « éliminer ».
Exemples à suffixes :
- (en) brotherhood < (la) fraternitas « fraternité »[3] ;
- (ro) întâietate < (fr) primauté[5] ;
- (hu) főnök < (de) Häuptling « chef »[6].

Les exemples ci-dessus sont des calques totaux, mais il y en a aussi des partiels, aussi bien des mots composés, que des mots dérivés, dans lesquels l’un des morphèmes est un emprunt proprement dit :
- (fr) dopage < (en) doping, (en) supermarché < supermarket[11] ;
- (ro) triunghi < (fr) triangle, surprinde < (fr) surprendre[5] ;
- (hu) agrárkérdés < (de) Agrarfrage « question agraire », eltussol < (de) vertuschen « étouffer » (par exemple un délit)[6].

Certains calques lexicaux peuvent être appelés internationaux. Le mot allemand Übermensch, par exemple, créé par le philosophe Friedrich Nietzsche a donné en français surhomme, en italien superuomo, en roumain supraom, en anglais superman, en russe сверхчеловек sverkhtchelovek, en croate nadčovjek, etc..
Il y a aussi des calques imparfaits, par exemple (de) Halbinsel litt. « demi-île » < (la) paeninsula « presqu’île », exact en français. Le mot anglais skyscraper a donné des calques exacts [(fr) gratte-ciel, (es) rascacielos, (hr) neboder], mais aussi des calques imparfaits : (ro) zgârie-nori, (hu) felhőkarcoló, (da) skyskraber, litt. « gratte-nuage(s) ».

## Calque phraséologique
On considère en général comme un calque phraséologique celui dont le résultat est une unité phraséologique, y compris une expression idiomatique, soit du type syntagme, soit du type phrase. Ainsi, (fr) course contre la montre est un calque sur le syntagme (en) race against the clock, ou bien (fr) ce n’est pas ma tasse de thé sur (en) it’s not my cup of tea.
Exemples en d’autres langues :
- (en) accomplished fact < (fr) fait accompli[3] ;
- (en) paper tiger « tigre en papier » < (zh) zhǐ lǎohǔ[4] ;
- (en) power politics « politique de force » < (de) Machtpolitik[1] ;
- (es) lentes de contacto « lentilles de contact » < (en) contact lenses[14] ;
- (es) golpe de Estado < (fr) coup d’État[15] ;
- (ro) cultul personalității « culte de la personnalité » < (ru) культ личности koul't litchnost'i[5] ;
- (ro) să revenim la oile noastre < (fr) revenons à nos moutons[5].

Parmi de tels calques aussi il y en a des partiels, par exemple (ro) învățământ secundar < (fr) enseignement secondaire, ou (hi) et (ur) d̩abal kamrā « chambre double » < (en) double room.
Il existe également des calques phraséologiques internationaux. Charles-Augustin Sainte-Beuve a créé, en rapport avec Alfred de Vigny, l’expression tour d’ivoire dont on a (en) ivory tower, (it) torre d’avorio, (ro) turn de fildeș, (ru) башня из слоновой кости bachn'a iz slonovoï kost'i, (hu) elefántcsonttorony, etc..
Certains linguistes distinguent des calques lexico-phraséologiques, mais non pas selon les mêmes critères. Selon Larizgoitia 2010, ce sont des calques dont les résultats sont des syntagmes sans verbe (voir plus haut les exemples espagnols). Constantinescu-Dobridor 1998 et Hristea 2003 y voient des calques qui comportent un mot calqué dans une unité phraséologique calquée. Un exemple en est (ro) a face anticameră < (fr) faire antichambre, où anticameră est un calque lexical partiel, l’expression entière étant un calque phraséologique.

## Calque grammatical
Un exemple de calque morphologique concerne la construction remercier pour quelque chose où le verbe devient pronominal en Alsace (se remercier pour quelque chose), sous l’influence de la construction germanique correspondante, cf. (de) sich bedanken für etwas. Il y a un phénomène analogue en roumain, ayant eu lieu à l’époque de l’influence slave au Moyen Âge, et qui est devenu standard, à savoir l’emploi pronominal de verbes latins actifs : a se naște « naître » < roditi sę, a se teme « craindre » < bojati sę, a se ruga « prier » < moliti sę.
Le calque syntaxique se manifeste, par exemple, dans nombre de calques phraséologiques. La construction de certains exemples précédents correspond aux standard grammatical de la langue réceptrice, ex. (en) accomplished fact (l’épithète avant le nom déterminé) < (fr) fait accompli (l’épithète après le nom). Il y a cependant des calques lexico-phraséologiques qui adoptent la structure étrangère, par exemple l’ordre des mots du syntagme, étant ainsi des calques grammaticaux également. Il y a ainsi, en français, Nord-Coréen < (en) North Korean ou Sud-Africain < (en) South African, alors que selon le standard français on devrait avoir Coréen du Nord et Africain du Sud.
Il y a de tels calques syntaxiques au niveau de la phrase aussi :
- En français du Canada, on trouve, par exemple, des constructions avec des prépositions traduites exactement de l’anglais : être sur l’avion < to be on the plane vs être dans l’avion[11].
- En roumain, le verbe a sluji « servir » peut être construit avec un complément d'objet direct (a sluji pe cineva « servir quelqu’un, être au service de quelqu’un »), mais aussi avec un complément d'objet indirect, le sens étant le même, (a sluji cuiva litt. « servir à quelqu’un »), sous l’influence de la construction russe служить некому sloujit' n'ekomou[5].
- En hongrois standard, le verbe kell « il faut » se construit avec l’infinitif d’un autre verbe, celui-ci pourvu d’un suffixe personnel si l’obligation concerne une certaine personne (ex. el kell mennem « il me faut partir »), mais le standard accepte aussi une construction analogue à celle du français (el kell menjek « il faut que je parte »), apparue en hongrois de Transylvanie sous l’influence de la construction roumaine analogue[17].

Il existe aussi des calques morphologiques et syntaxiques en même temps. Par exemple, en roumain, le verbe a se ruga mentionné plus haut, non seulement est devenu pronominal, mais au sens religieux il se construit avec un complément d’objet indirect, toujours sous influence slave : a se ruga cuiva litt. « se prier à quelqu’un ».

## Calque lexico-grammatical
Par ce type de calque, il est apparu quelques formes de gérondifs roumains utilisés en tant qu’adjectifs, sous l’influence d’adjectifs verbaux français, ex. crescând(ă) < croissant(e).

## Sources bibliographiques

### Sources directes
- (hr) Barić, Eugenija et al., Hrvatska gramatika [« Grammaire croate »], 2de édition revue, Zagreb, Školska knjiga, 1997  (ISBN 953-0-40010-1)
- (en) Bussmann, Hadumod (dir.), Dictionary of Language and Linguistics [« Dictionnaire de la langue et de la linguistique »], Londres – New York, Routledge, 1998  (ISBN 0-203-98005-0) (consulté le 13 mai 2018)
- (ro) Constantinescu-Dobridor, Gheorghe, Dicționar de termeni lingvistici [« Dictionnaire de termes linguistiques »], Bucarest, Teora, 1998 ; en ligne: Dexonline (DTL) (consulté le 13 mai 2018)
- (en) Crystal, David, A Dictionary of Linguistics and Phonetics [« Dictionnaire de linguistique et de phonétique »], 4e édition, Blackwell Publishing, 2008  (ISBN 978-1-4051-5296-9) (consulté le 13 mai 2018)
- (ro) Dicționare ale limbii române [« Dictionnaires de la langue roumaine »] (Dexonline) (consulté le 13 mai 2018)
- Dubois, Jean et al., Dictionnaire de linguistique, Paris, Larousse-Bordas/VUEF, 2002 (consulté le 22 mars 2023)
- (en) Eifring, Halvor et Theil, Rolf, Linguistics for Students of Asian and African Languages [« Linguistique pour les étudiants en langues asiatiques et africaines »], Université d’Oslo, 2005 (consulté le 13 mai 2018)
- (hu) Gerstner, Károly, « 16. fejezet – A magyar nyelv szókészlete » [« Chapitre 16 – Lexique de la langue hongroise »], Kiefer, Ferenc (dir.), Magyar nyelv [« La langue hongroise »], Budapest, Akadémiai Kiadó, 2006  (ISBN 963-05-8324-0), p. 306-334 (consulté le 22 mars 2023)
- Maurice Grevisse et André Goosse, Le Bon Usage : grammaire française, Bruxelles, De Boeck Université, 2007, 14e éd., 1584 p. (ISBN 978-2-8011-1404-9, lire en ligne [PDF])
- (hu) Kálmánné Bors, Irén et A. Jászó, Anna, « Az egyszerű mondat » [« La phrase simple »], A. Jászó, Anna (dir.), A magyar nyelv könyve [« Le livre de la langue hongroise »], 8e édition, Budapest, Trezor, 2007,  (ISBN 978-963-8144-19-5) p. 345-436 (consulté le 13 mai 2018)
- (en) Larizgoitia, Xabier Alberdi, « A typology of calques: the calquing mechanism in contemporary Basque » [« Typologie des calques: le mécanisme du calque en basque contemporain »], ELUA Estudios de Lingüística, no 24, 2010, Université d’Alicante, p. 13-35 (consulté le 13 mai 2018)
- Loubier, Christiane, De l’usage de l’emprunt linguistique, Montréal, Office québécois de la langue française, 2011  (ISBN 978-2-550-61626-9) (consulté le 13 mai 2018)

### Sources indirectes
- (es) Gómez Capuz, J., « El Préstamo Lingüístico » [« L’emprunt linguistique »], Revista Cuadernos de Filología, XIXe année, Valence (Espagne), Universitaté de Valence, 1998
- (es) Gómez Capuz, J., « El tratamiento del préstamo lingüístico y el calco en los libros de texto de bachillerato y en las obras divulgativas » [« Traitement de l’emprunt linguistique et le calque dans les manuels pour le lycée et dans les ouvrages de vulgarisation »], Tonos. Revista Electrónica de Estudios Filológicos, no 17, Universitaté de Murcie, 2009 (consulté le 13 mai 2018)
- (de) Lewandowski, T., Linguistisches Wörterbuch [« Dictionnaire de linguistique »], vol. I-III, Heidelberg, Quelle und Mayer, 1990